# Partition Museum

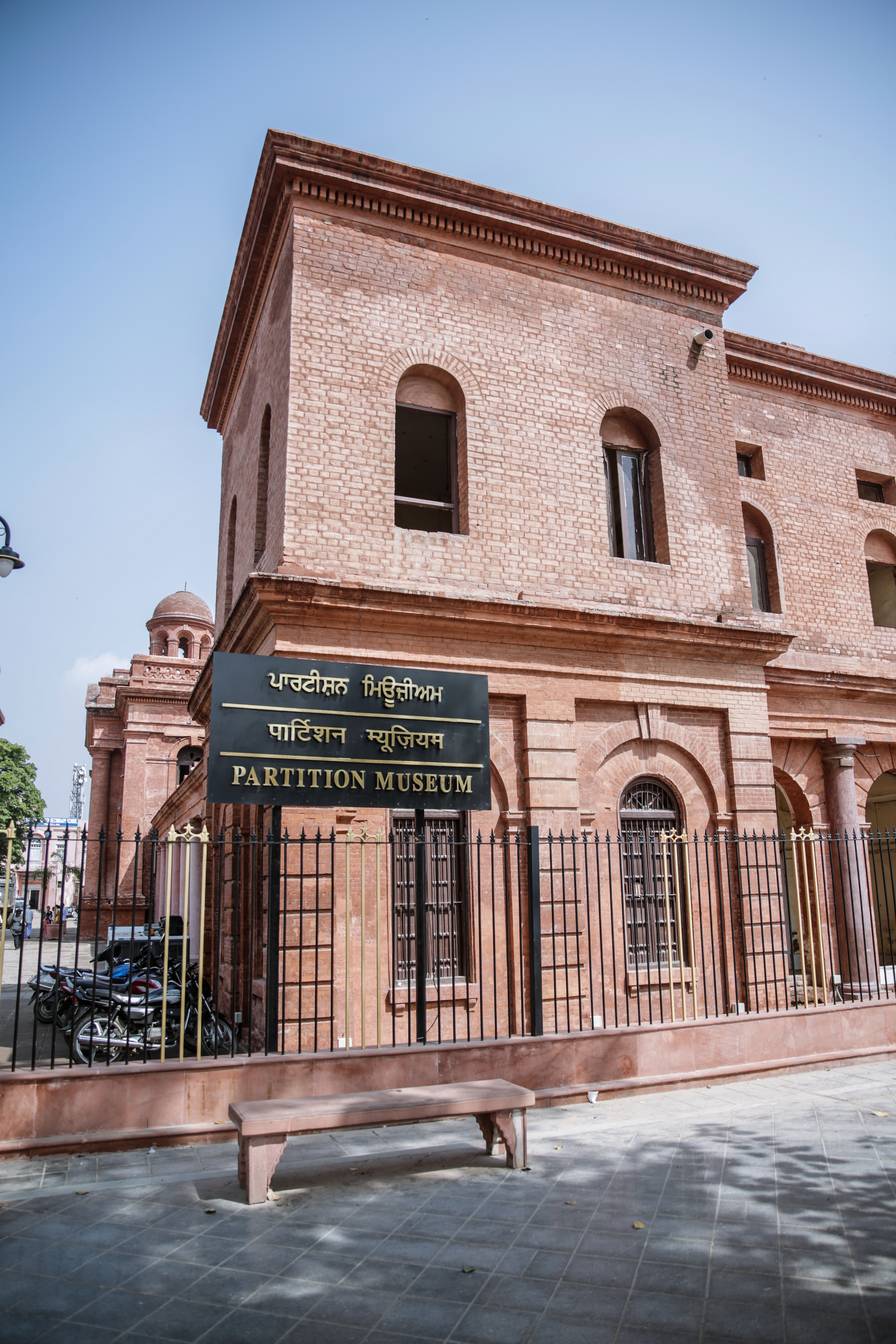
Museumsansicht 2018

Das Partition Museum  in Amritsar eröffnete im August 2017 und thematisiert die Teilung des indischen Subkontinents im Jahr 1947 und die Umsiedlung und Vertreibung von bis zu 20 Millionen Menschen.
Das Museum erzählt die Geschichte von der britischen Kolonialzeit über die Unabhängigkeitsbewegung Indiens und die ersten Forderungen nach der Aufteilung in unabhängige Staaten, sowie die daraus resultierende Teilung Indiens, die mit der Umsiedlung und Vertreibung von bis zu 20 Millionen Menschen und Hunderttausenden von Toten endete. Es wurden die geretteten Habseligkeiten und Erinnerungen der Flüchtlinge und Vertriebenen gesammelt und die Erzählungen von über 100 Menschen wurden zugänglich gemacht.

## Weblink
- Homepage des Museums